# سوبك ام ساف الثاني
الملك سوبك ام ساف الثاني والاسم الملكى سخم رع واز خع أحد ملوك الأسرة السابعة عشر. وقد اكتشف عدد من الآثار التي تحمل اسم هذا الملك، فقد ذكرت بعض النقوش التي عثر عليها على أن هذا الملك قد أرسل حملة للتنقيب في أحد محاجر الصخور في وادي الحمامات حيث وجد نقش لاسمه على الصخور هناك.
كما عثر له على تمثال واقف من الجرانيت الأحمر وجد في العرابة المدفونة وقد نقش عليه اسم هذا الملك، كما عثر له أيضا على تمثال صغير بدون رأس من البازلت الأسود يحتمل انه وجد في طيبة، كما عثر له على مسلة صغيرة منقوش عليها اسمه في تانيس. كما قام بتجديد معبد منتو في المدمود وأضاف نقش يمثله وهو يقدم القرابين للآلهة، وعثر له على جعران مغطى بالذهب وجعران آخر في المتحف البريطاني.